# Rhynchobatus
Rhynchobatus is een geslacht van roggen uit de familie Rhinidae. Ze komen voor in de tropische en subtropische zeegebieden van de Indische Oceaan en het westen van de Grote Oceaan (het Indo-Pacifische gebied). Een enkele soort komt voor in het oostelijk deel van de Atlantische Oceaan. De soorten in dit geslacht staan als gevoelig (1x) of kritiek (7x) op de internationale Rode Lijst van de IUCN.

## Soortenlijst
Het geslacht omvat de volgende soorten:
- Rhynchobatus australiae (Whitley, 1939)
- Rhynchobatus cooki (Last, Kyne & Compagno, 2016)
- Rhynchobatus djiddensis (Forsskål, 1775)
- Rhynchobatus immaculatus (Last, Ho & Chen, 2013)
- Rhynchobatus laevis (Bloch & Schneider, 1801)
- Rhynchobatus luebberti (Ehrenbaum, 1915)
- Rhynchobatus mononoke (Koeda, Itou, Yamada & Motomura, 2020)
- Rhynchobatus palpebratus (Compagno & Last, 2008)
- Rhynchobatus springeri (Compagno & Last, 2010)